# Львовский автомобильный ремонтный завод
Львовский автомобильный ремонтный завод (укр. Львівський автомобільний ремонтний завод) — предприятие военно-промышленного комплекса Украины, которое осуществляет ремонт и переоборудование автомобильной и специальной техники для нужд министерства обороны Украины.

## История
После провозглашения независимости Украины, 28-й автомобильный ремонтный завод Министерства обороны СССР был передан в ведение министерства обороны Украины и получил новое наименование: "Львовский автомобильный ремонтный завод" (в/ч А-3733).
В 1999 году завод был внесён в перечень предприятий военно-промышленного комплекса Украины, освобождённых от уплаты земельного налога (размер заводской территории составлял 11,68 га).
После создания в 2005 году государственного концерна "Техвоенсервис" завод был включён в состав концерна.
По состоянию на начало 2008 года, завод имел возможность:
- производить вахтенные автомобили на базе ГАЗ-3307, ГАЗ-66; запчасти к автомашинам УАЗ-469, УАЗ-3151; стенды для ремонта и испытания агрегатов и узлов автомашин ГАЗ и УАЗ; паркогаражное оборудование[1]
- модернизировать автомашины ГАЗ, УАЗ и автобусы[1]
- выполнять капитальный ремонт санитарных автомашин; автобусов ПАЗ и КАВЗ; автомашин ГАЗ-53, ГАЗ-66, УАЗ-452, УАЗ-469, УАЗ-3151, ГАЗ-2410, ГАЗ-3102; двигателей ЗМЗ-66, УМЗ-451, ГАЗ-24, агрегатов ГАЗ-53, ГАЗ-66, УАЗ-452, УАЗ-469, УАЗ-3151[1]
- выполнять ремонт двигателей ЗМЗ и УМЗ, агрегатов автомашин ГАЗ и УАЗ[1]
- оказывать услуги военно-технического назначения: обучать технологиям ремонта автомашин ГАЗ и УАЗ; командировать бригады специалистов по ремонту автомашин ГАЗ и УАЗ[1]

6 февраля 2013 года на складе завода возник пожар, площадь которого составила 200 кв. м. К тушению пожара были привлечены шесть пожарных машин, однако заводу был причинён материальный ущерб.
В марте 2013 года завод передал в муниципальную собственность общежитие, ранее находившееся на балансе предприятия.